# Flugplatz Niederöblarn

i7
i11
i13
Der Zivilflugplatz Niederöblarn (ICAO-Code: LOGO) liegt in Niederöblarn (Gemeinde Öblarn), etwa 30 Kilometer östlich von Schladming in der Steiermark. Betreiber des Flugplatzes ist die Sportunion Österreich. Der Flugplatz besitzt eine Asphaltpiste mit 730 Metern Länge. Der Flugplatz ist Standort mehrerer Flugvereine und -schulen.
Der Flugplatz ist außerdem ein Ausgangspunkt für Streckensegelflüge.
Seit 2001 ist der Heliport Niederöblarn einer der Standorte des Christophorus Flugrettungsvereines mit den Hubschraubern Christophorus 14 sowie Christophorus 99. In der ZDF/ORF-Fernsehserie Die Bergretter spielen der Standort und die stationierten Hubschrauber eine zentrale Rolle.
Direkt am Flugplatz befindet sich auch ein Clubhotel mit Sportzentrum, das ebenfalls von der Sportunion Österreich betrieben wird.